# 2007 en science-fiction
| Années de la science-fiction : 2004 - 2005 - 2006 - 2007 - 2008 - 2009 - 2010    |
| Décennies de la science-fiction : 1970 - 1980 - 1990 - 2000 - 2010 - 2020 - 2030 |

L'année 2007 est marquée, en matière de science-fiction, par les événements suivants.

## Naissances et décès

### Décès
- 27 janvier : Charles Fontenay, écrivain et journaliste américain, mort à 89 ans.
- 27 février : David Irvine Masson, écrivain écossais, mort à 91 ans.
- 11 avril : Kurt Vonnegut, écrivain américain, mort à 84 ans.
- 12 novembre : Ira Levin, écrivain américain, mort à 78 ans.

## Prix

### Prix Hugo
- Roman : Rainbows End (Rainbows End) par Vernor Vinge
- Roman court : A Billion Eves par Robert Reed
- Nouvelle longue : L'Épouse du djinn (The Djinn's Wife) par Ian McDonald
- Nouvelle courte : Rêves impossibles (Impossible Dreams) par Tim Pratt
- Livre non-fictif ou apparenté : James Tiptree, Jr.: The Double Life of Alice B. Sheldon par Julie Phillips
- Film : Le Labyrinthe de Pan, écrit et réalisé par Guillermo del Toro
- Série ou court-métrage : L'épisode La Cheminée des temps de Doctor Who (2° série) écrit par Steven Moffat et réalisé par Euros Lyn
- Éditeur de nouvelles : Gordon van Gelder
- Éditeur de romans : Patrick Nielsen Hayden
- Artiste professionnel : Donato Giancola
- Magazine semi-professionnel : Locus, dirigé par Charles N. Brown, Kirsten Gong-Wong et Liza Groen Trombi
- Magazine amateur : Science-Fiction Five-Yearly édité par Lee Hoffman, Geri Sullivan et Randy Byers
- Écrivain amateur : David Langford
- Artiste amateur : Dave Wu
- Prix Campbell : Naomi Novik

### Prix Nebula
- Roman : Le Club des policiers yiddish (The Yiddish Policemen's Union) par Michael Chabon
- Roman court : La Fontaine des âges (Fountain of Age) par Nancy Kress
- Nouvelle longue : Le Marchand et la Porte de l'alchimiste (The Merchant and the Alchemist's Gate) par Ted Chiang
- Nouvelle courte : Always (Always) par Karen Joy Fowler
- Scénario : Le Labyrinthe de Pan (Pan's Labyrinth) par Guillermo del Toro
- Prix Andre Norton : Harry Potter et les Reliques de la Mort (Harry Potter & the Deathly Hallows) par J. K. Rowling
- Prix du service pour la SFWA : Melisa Michaels et Graham P. Collins
- Grand maître : James Gunn

### Prix Locus
- Roman de science-fiction : Rainbows End (Rainbows End) par Vernor Vinge
- Roman de fantasy : Le Privilège de l'épée (The Privilege of the Sword) par Ellen Kushner
- Roman pour jeunes adultes : L'Hiverrier (Wintersmith) par Terry Pratchett
- Premier roman : Téméraire : Les Dragons de Sa Majesté/Le Trône de jade/Par les chemins de la soie (Temeraire: His Majesty's Dragon/Throne of Jade/Black Powder War) par Naomi Novik
- Roman court : Missile Gap par Charles Stross
- Nouvelle longue : When Sysadmins Ruled the Earth par Cory Doctorow
- Nouvelle courte : Comment parler aux filles pendant les fêtes (How to Talk to Girls at Parties) par Neil Gaiman
- Recueil de nouvelles : Des choses fragiles (Fragile Things) par Neil Gaiman
- Anthologie : The Year's Best Science Fiction: Twenty-third Annual Collection par Gardner Dozois, éd.
- Livre non-fictif : James Tiptree, Jr.: The Double Life of Alice B. Sheldon par Julie Phillips
- Livre d'art : Spectrum 13: The Best in Contemporary Fantastic Art par Cathy Fenner et Arnie Fenner, éds.
- Éditeur : Ellen Datlow
- Magazine : The Magazine of Fantasy & Science Fiction
- Maison d'édition : Tor Books
- Artiste : John Picacio (en)

### Prix British Science Fiction
- Roman : Brasyl (Brasyl) par Ian McDonald
- Fiction courte : Lighting Out par Ken MacLeod

### Prix Arthur-C.-Clarke
- Lauréat : Nova Swing par John Harrison

### Prix Sidewise
- Format long : Le Club des policiers yiddish (The Yiddish Policemen's Union) par Michael Chabon
- Format court : Quaestiones Super Caelo et Mundo par Michael F. Flynn et Recovering Apollo 8 par Kristine Kathryn Rusch (ex æquo)

### Prix E. E. Smith Memorial
- Lauréat : Beth Meacham (en)

### Prix Theodore-Sturgeon
- Lauréat : Le Théâtre cartésien (The Cartesian Theater) par Robert Charles Wilson

### Prix Lambda Literary
- Fiction spéculative : Izzy and Eve par Neal Drinnan (en)

### Prix Seiun
- Roman japonais : Japan Sinks, Part 2 par Sakyo Komatsu et Koshu Tani

### Grand prix de l'Imaginaire
- Roman francophone : Le Goût de l'immortalité par Catherine Dufour
- Nouvelle francophone : Les Yeux d'Elsa par Sylvie Lainé

### Prix Kurd-Laßwitz
- Roman germanophone : Auf der Spur des Engels par Herbert W. Franke

### Prix Curt-Siodmak
- Film de science-fiction : Les Fils de l'homme, film américain de Alfonso Cuarón
- Série de science-fiction : Battlestar Galactica
- Production allemande de science-fiction : non décerné

## Parutions littéraires

### Romans
- Axis par Robert Charles Wilson.

## Sorties audiovisuelles

### Films
- 28 Semaines plus tard par Juan Carlos Fresnadillo.
- Eden Log par Franck Vestiel.
- Idiocracy par Mike Judge.
- Je suis une légende par Francis Lawrence.
- Mimzy, le messager du futur par Robert Shaye.
- Next par Lee Tamahori.
- Nos amis les Terriens par Bernard Werber.
- Sunshine par Danny Boyle.
- Transformers par Michael Bay.

### Téléfilms
- Battlestar Galactica: Razor par Félix Enríquez Alcalá.
- Ben 10 : Course contre-la-montre par Alex Winter.
- La Créature du sous-sol par David Winning.
- Danger en altitude par George Mendeluk.
- Decoys 2 : Alien Seduction par Jeffery Scott Lando.
- Démons de pierre par Ayton Davis.
- Mega Snake par Tibor Takács.
- Pluie infernale par Kristoffer Tabori.
- Superstorm par Julian Simpson (en).

### Séries
- Doctor Who, saison 3.
- Stargate Atlantis, saison 4

## 2007 dans la fiction
- Marionnettes humaines, roman de Robert A. Heinlein paru en 1951, se déroule en 2007.